# Kaap Billings
Kaap Billings (Russisch: Мыс Биллингса; Mys Billingsa) is een kaap op de noordkust van de Russische autonome okroeg Tsjoekotka, ten westen van Kaap Schmidt. Ten noorden van de kaap verloopt de Straat De Long. De kaap is vernoemd naar de Britse officier en hydrograaf Joseph Billings (1758-1806), die in dienst was van de Russische Keizerlijke Marine. Ten oosten van de verder onbewoonde kaap bevindt zich een jachthut.

## Geografie en morfologie
De kaap ligt tussen Kaap Sjalaoerova Izba in het westen en Kaap Jakan (waarmee de kaap soms wordt verward) in het oosten en vormt het noordelijkste punt van een (ook wel Kaap Billings genoemd) moerassig sedimentair systeem van strandwallen (zandbanken) en lagunes. L.V. Tarakanov en coauteurs noemen dit (1981) een "dubbele kustbarrière" (двойной береговой бар). De kustbarrière werd gevormd tussen 2000 v.Chr. en 500 na Chr. De schoorwallen bestaan uit een stormrug (sjtormovoj val) van maximaal 5,2 tot 5,4 meter hoog met erboven een serie zandduinen, die oplopen tot 6,8 meter boven zeeniveau. De middelste lagunes worden gezamenlijk de Valkakynmangkylagune genoemd, waarvan de 5e de grootste is. Ten oosten van deze lagunes ligt de Oevarginlagune en ten westen de Innoekajlagune. Ten noorden van de 1e, 2e en 3e Valkakynmangkylagune verloopt de langgerekte en smalle Kolchozlagune, ten noorden waarvan de Tsjoektsjenplaats en het poolstation Billings is gelegen. Ten noordoosten van de 5e Valkakynmangkylagune, ten zuidoosten van de kaap, ligt de Billingslagune. Alle lagunes zijn zoutwaterlagunes.
De plaats Billings ligt ten westen van de kaap. De Grote Sovjetencyclopedie vermeldt echter foutief dat de plaats Billings op Kaap Billings ligt; volgens de topografische sovjetkaart ligt de plaats duidelijk ten westen van de kaap op een kaap waarvoor geen naam staat ingetekend. Tussen deze naamloze kaap en Kaap Billings ligt de Kolchozbocht. De Grote Sovjetencyclopedie vermeldt verder foutief dat de kaap het geografische scheidingspunt tussen de westelijke Oost-Siberische Zee en de oostelijke Tsjoektsjenzee vormt, hetgeen in werkelijkheid Kaap Jakan is.